# مسجد حاج نظام
مسجد حاج نظام مربوط به دوره قاجار است و در شیراز، خیابان لطفعلی خان، محله اسحق بیگ واقع شده و این اثر در تاریخ ۱۱ دی ۱۳۸۰ با شمارهٔ ثبت ۴۵۲۶ به‌عنوان یکی از آثار ملی ایران به ثبت رسیده است.
از ویژگی های بارز مسجد حاج نظام الملک طاق های آجرکاری و شبستان ستون دار می باشد. مساجد شبستانی از بخش سرپوشیده در جانب قبله و حیاط مرکزی و ایوان جلوی آن و صفه هایی در اطراف تشکیل یافته اند. این مسجد با ساختاری شبیه خانه های قدیمی به  فضای دلپذیر و روح انگیز جهت راز و نیاز با خالق تبدیل شده است.